# Sternaspis scutata
Sternaspis scutata is een borstelworm uit de familie Sternaspidae. Sternaspis scutata werd in 1817 voor het eerst wetenschappelijk beschreven door Ranzani.

## Beschrijving
Sternaspis scutata is een mollige, witachtige, haltervormige worm die uitgroeit tot een lengte van ongeveer 3,5 cm. Het lichaam is verdeeld in 20-22 segmenten. Het voorste gebied bestaat uit zeven segmenten, waarbij het tweede tot het vierde segment laterale bundels van chaetae (borstelharen) draagt. Dit deel is smaller en korter dan het achterste deel van de worm, dat dertien tot vijftien segmenten heeft. Aan de onderkant van het achterste deel bevinden zich twee harde bruine chitineuze platen die een schild vormen, waarvan de randen zijn omrand met bundels lange chaetae. Een aantal lange, half opgerolde, draadachtige kieuwen komen voort uit de basis van het schild.

## Verspreiding
Het verspreidingsgebied van S. scutata omvat de Middellandse Zee en de oostelijke Atlantische Oceaan tot aan het Engelse Kanaal. De typeplaats is de Golf van İzmir aan de westkust van Turkije. Het geeft de voorkeur aan diepten tussen 9 en 36 meter. Registraties van individuen op grotere diepte verwijzen waarschijnlijk naar andere, tot nu toe onbeschreven soorten. Het breidt zijn verspreidingsgebied uit en wordt steeds talrijker langs de zuidkust van Engeland. Zijn typische leefgebied is modder of ander zacht sediment, waar hij dicht bij het oppervlak van het substraat leeft.

## Gedrag
Deze worm leeft begraven in het sediment met zijn kop naar beneden en met zijn draadvormige kieuwen aan de oppervlakte, vermoedelijk om de zuurstofopname te verbeteren. Het is een detrivoor, die hoeveelheden modder opschept en doorslikt met zijn overdraagbare keelholte, en voedingsstoffen opneemt terwijl het grootste deel van het materiaal langs de lange, ingewikkelde darm gaat.